# Sterling (program)
Sterling jest programem komputerowym służącym do tworzenia fraktali. Stworzony został przez Stephena C. Fergusona w języku programowania C pod system Microsoft Windows w 1999 roku. Początkowo był rozpowszechniany w formie freeware, ale obecnie za ściągnięcie programu z portalu Fergusona wymagana jest opłata w wysokości 25 USD. Sterling2 jest wersją freeware programu Sterling posiadającą inne algorytmy. Sterling2 został wydany we wrześniu 2008 roku przez Tadeusza Bonieckiego. Jedyną różnicą w wyglądzie pomiędzy Sterling i Sterling2 jest nazwa w pasku tytułowym i w okienku About (podana jako sterlingwar2). Poza tym Sterling2 wygląda dokładnie tak samo jak oryginalny Sterling. Jedyna zmiana funkcjonalna to zasób 50 algorytmów służących do tworzenia fraktali. Pliki konfiguracyjne stworzone przez jeden program mogą być użyte w drugim, ale generowane z nich fraktale będą się różnić. 
Koncepcja Sterlinga bazuje się na spostrzeżeniu, że ciekawe wizerunki fraktalne są skutkiem użycia interesujących efektów renderingu. Często sam zarys fraktala odgrywa rolę drugorzędną, bo efekt estetyczny wynika z użytych algorytmów obróbki końcowej. Cechą charakterystyczną Sterlinga są właśnie bardzo bogate filtry służące do renderingu.
Sterling ma prosty interfejs graficzny z małym zasobem funkcji. Zapisuje pliki jako jpg, bmp oraz w sześciu innych formatach. Rysuje fraktale metodą Julia i umożliwia odwrócenie powierzchniowe oraz udostępnia korekcję antyaliasing. Posiada 32 różne metody rysowania i cztery efekty transformacyjne. Sterling ma trzy sposoby zmieniania kolorów i dwie metody powiększania rysunku.
Plik instalacyjny Sterling2 w formacie zip (436 kb) zawiera krótkie instrukcje użytkownika po angielsku. Program nie wymaga instalacji, wystarczy tylko rozpakować pliki Sterling2.exe i .dll w tym samym folderze i uruchomić program.

## Przykładowe fraktale stworzone przez Sterling2

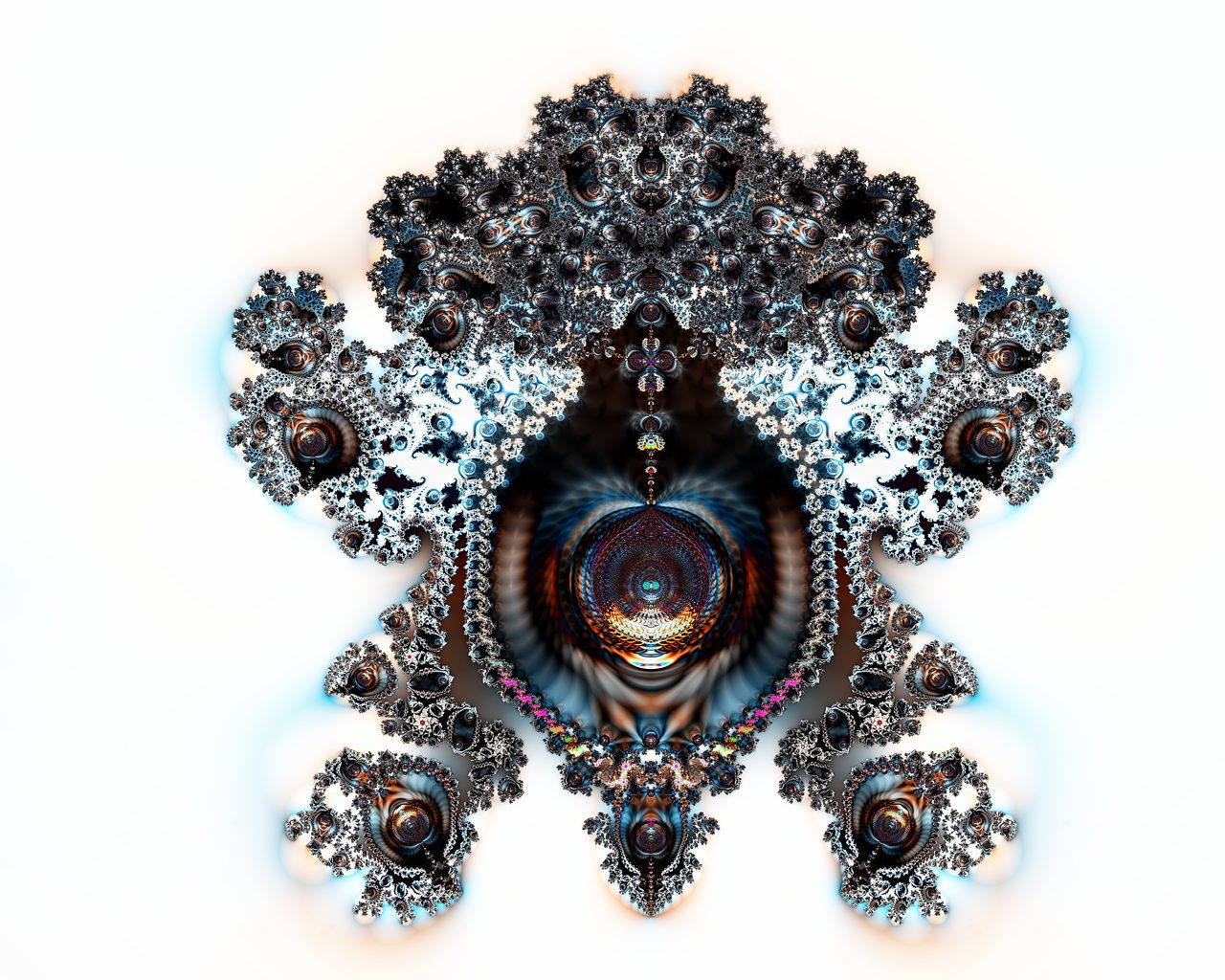
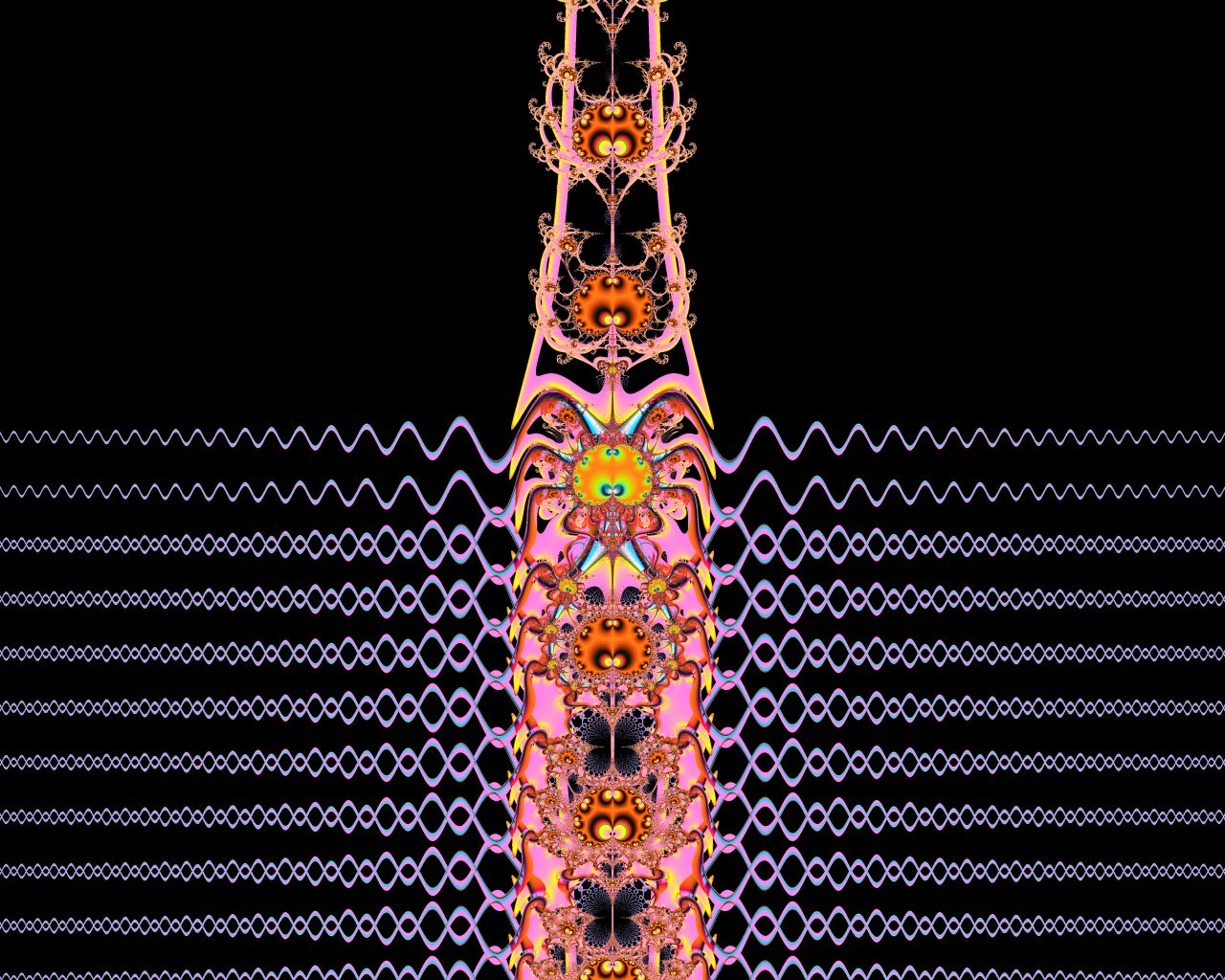
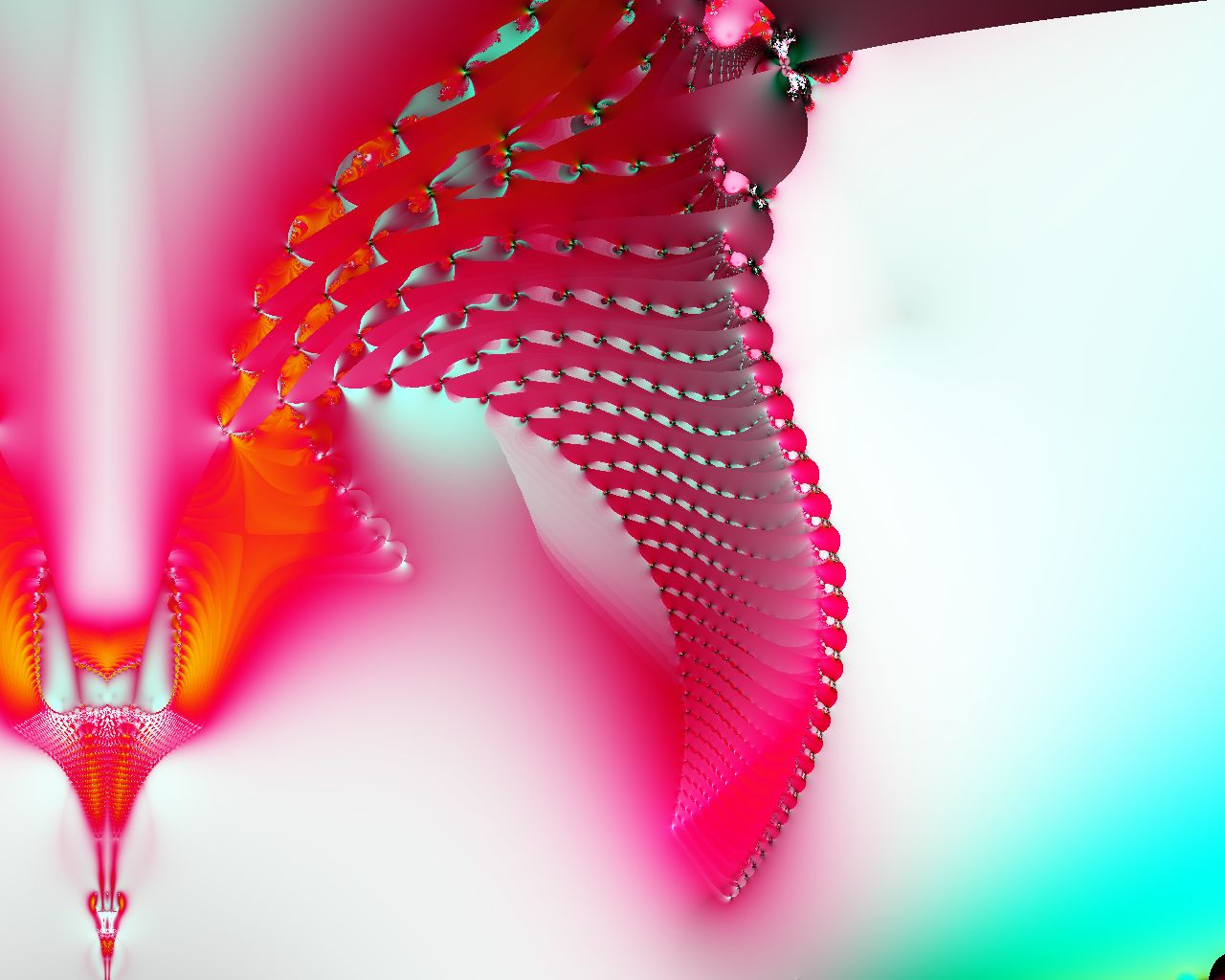
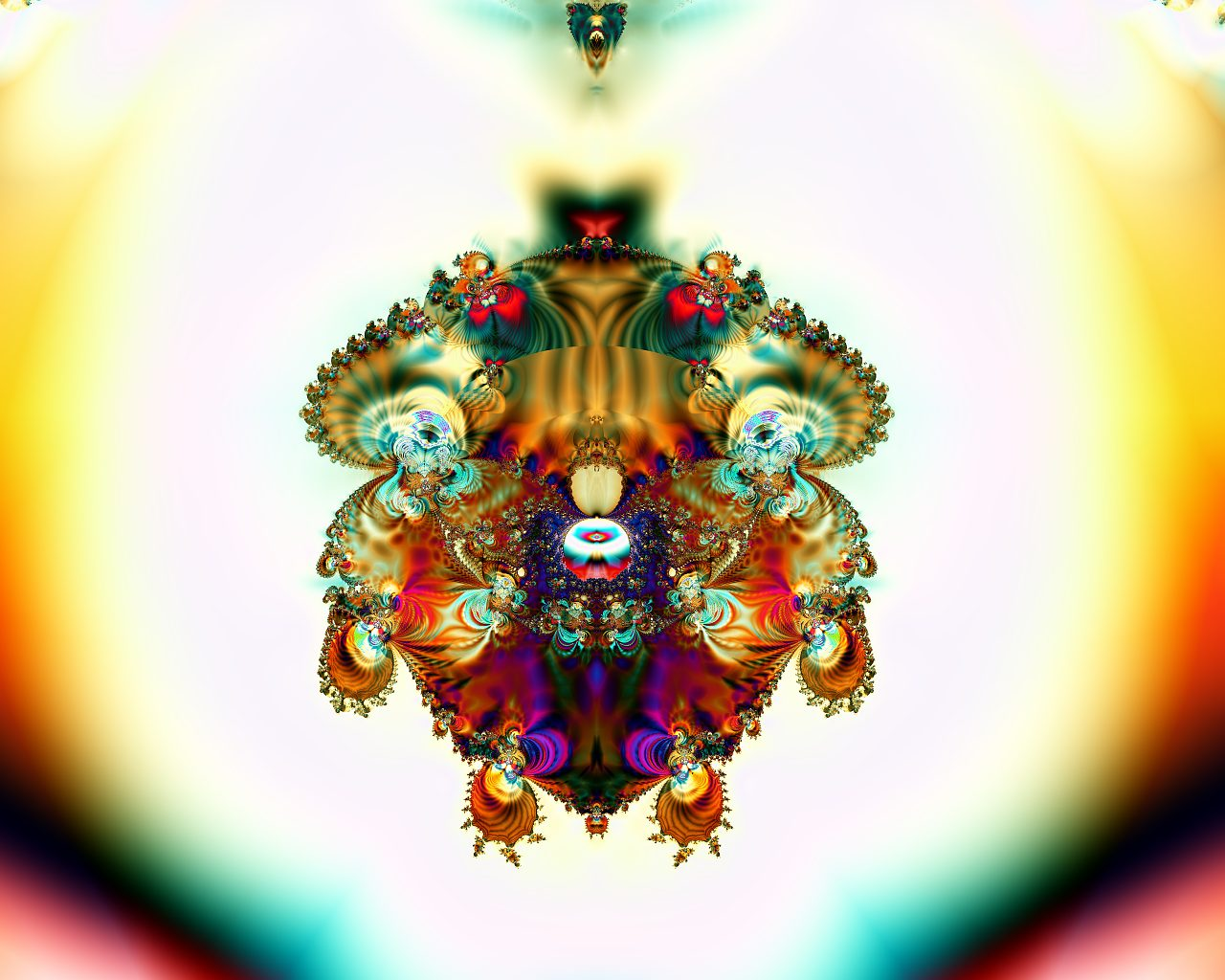